# Verbena bonariensis
A Verbena bonariensis az ajakosvirágúak (Lamiales) rendjébe és a vasfűfélék (Verbenaceae) családjába tartozó faj.

## Előfordulása
A Verbena bonariensis eredeti előfordulási területe Dél-Amerikában van. A következő országokban őshonos: Argentína, Bolívia, Brazília, Chile, Ecuador, Paraguay, Peru és Uruguay. Ezeken a helyeken 65-1500 méteres tengerszint feletti magasságok között él; nedves füves puszták és folyópartok mentén.
Az ember betelepítette Észak-Amerika két partvidékére, Angliába, az Ibériai-félszigetre, Közép-Európa északi felébe, Afrika déli felébe - beleértve Madagaszkárt, viszont kivéve a sivatagos térségeket -, Indiába, a Koreai-félszigetre, Borneóra és Ausztráliába.

## Képek

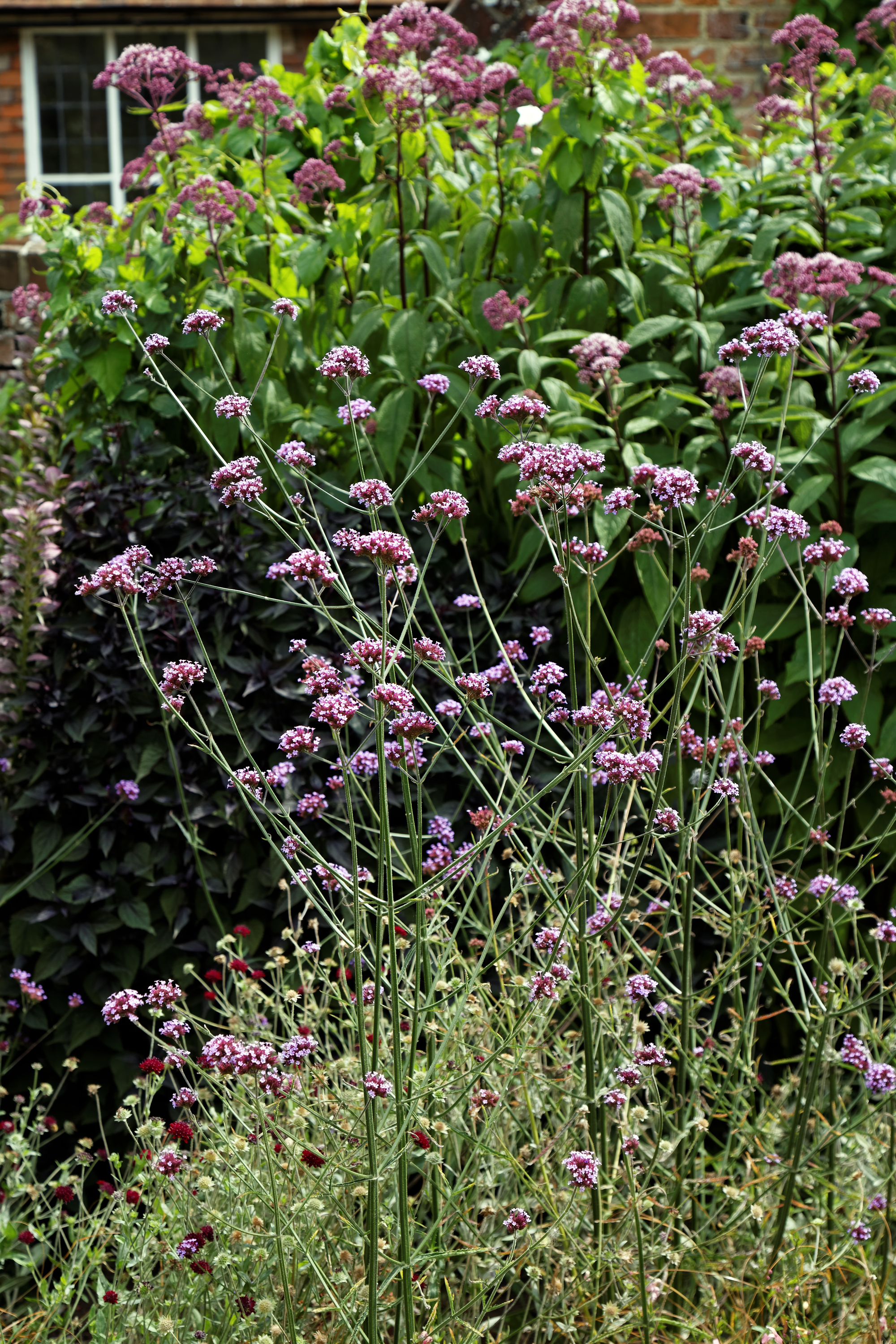
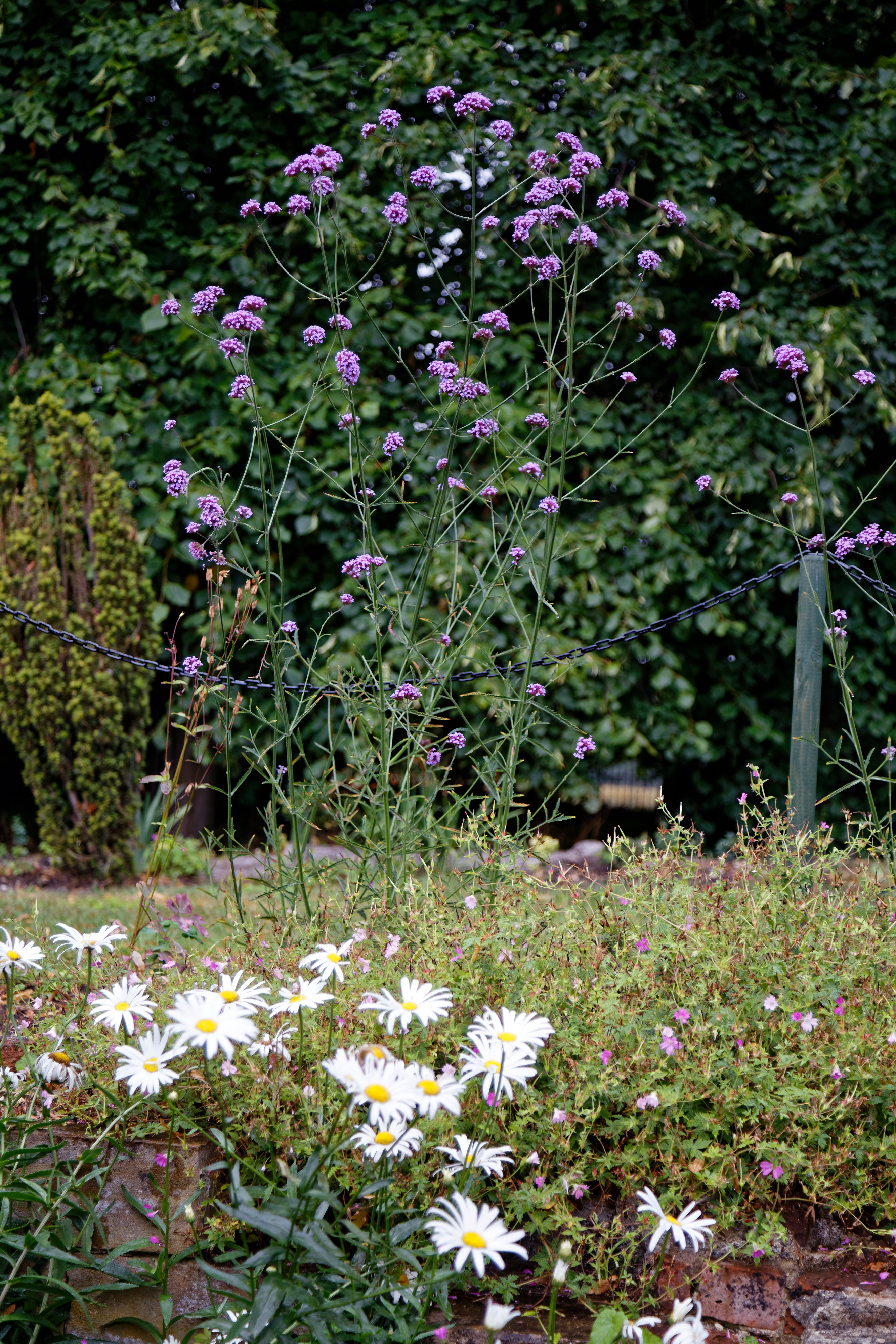
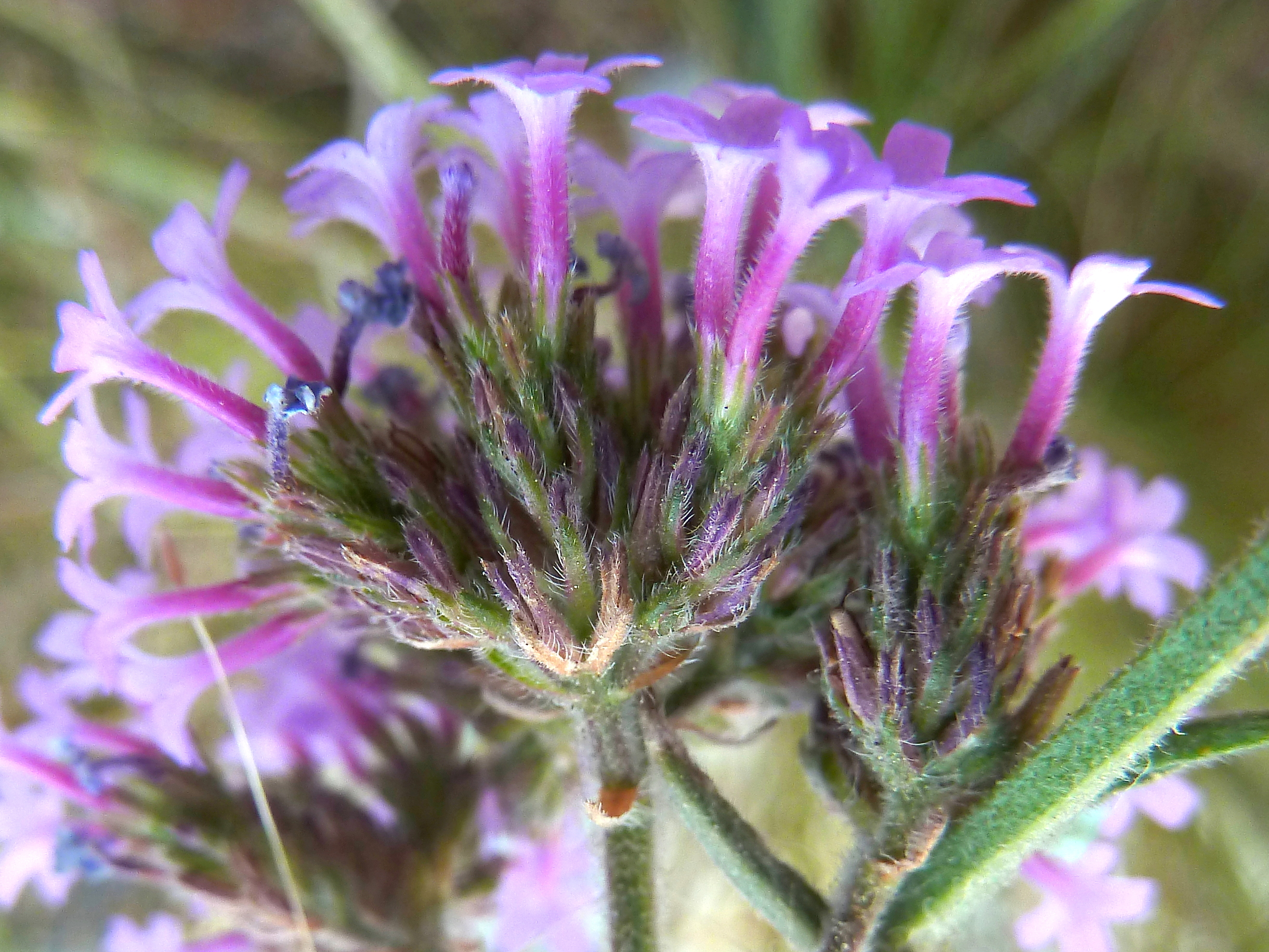
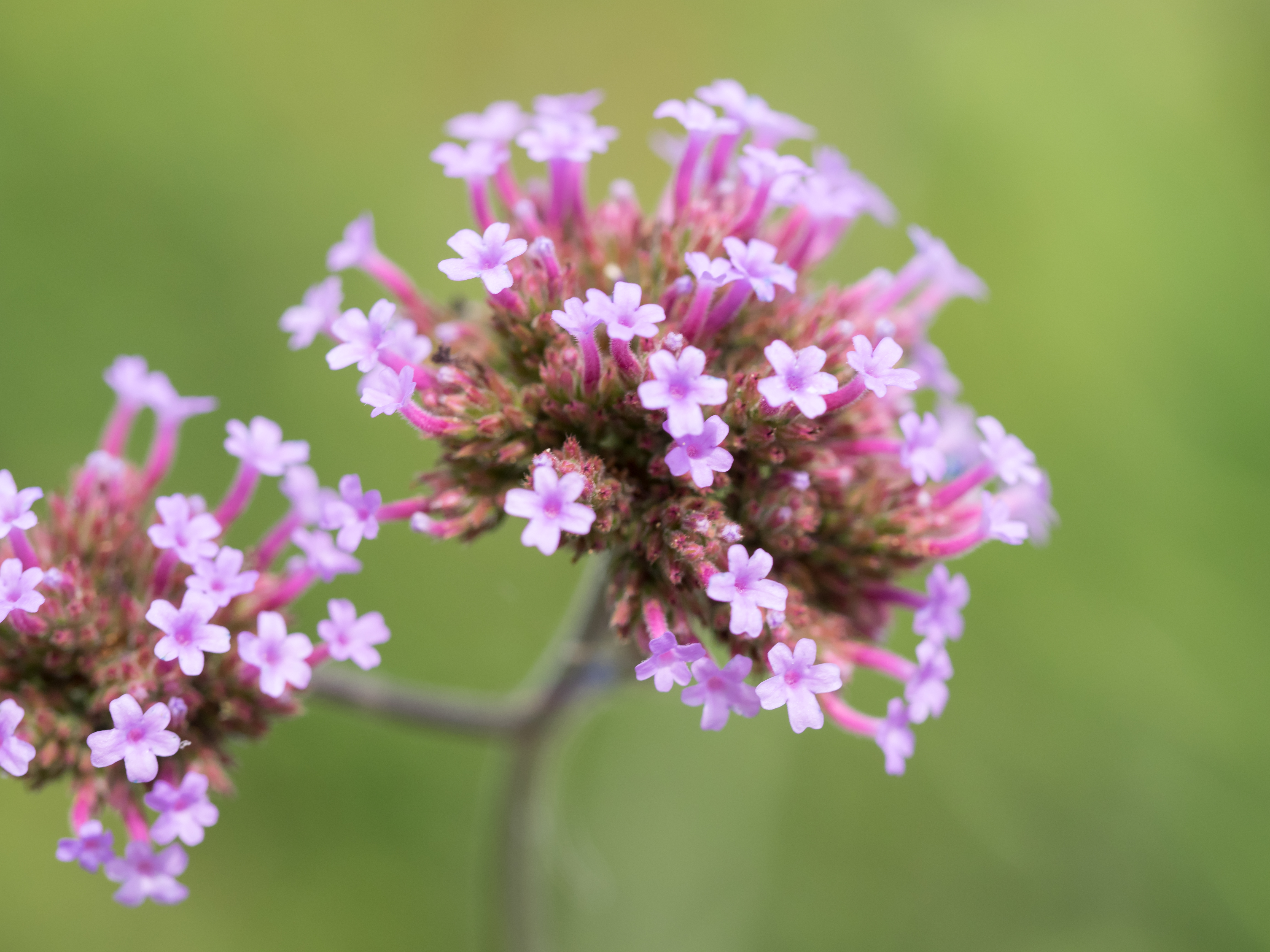
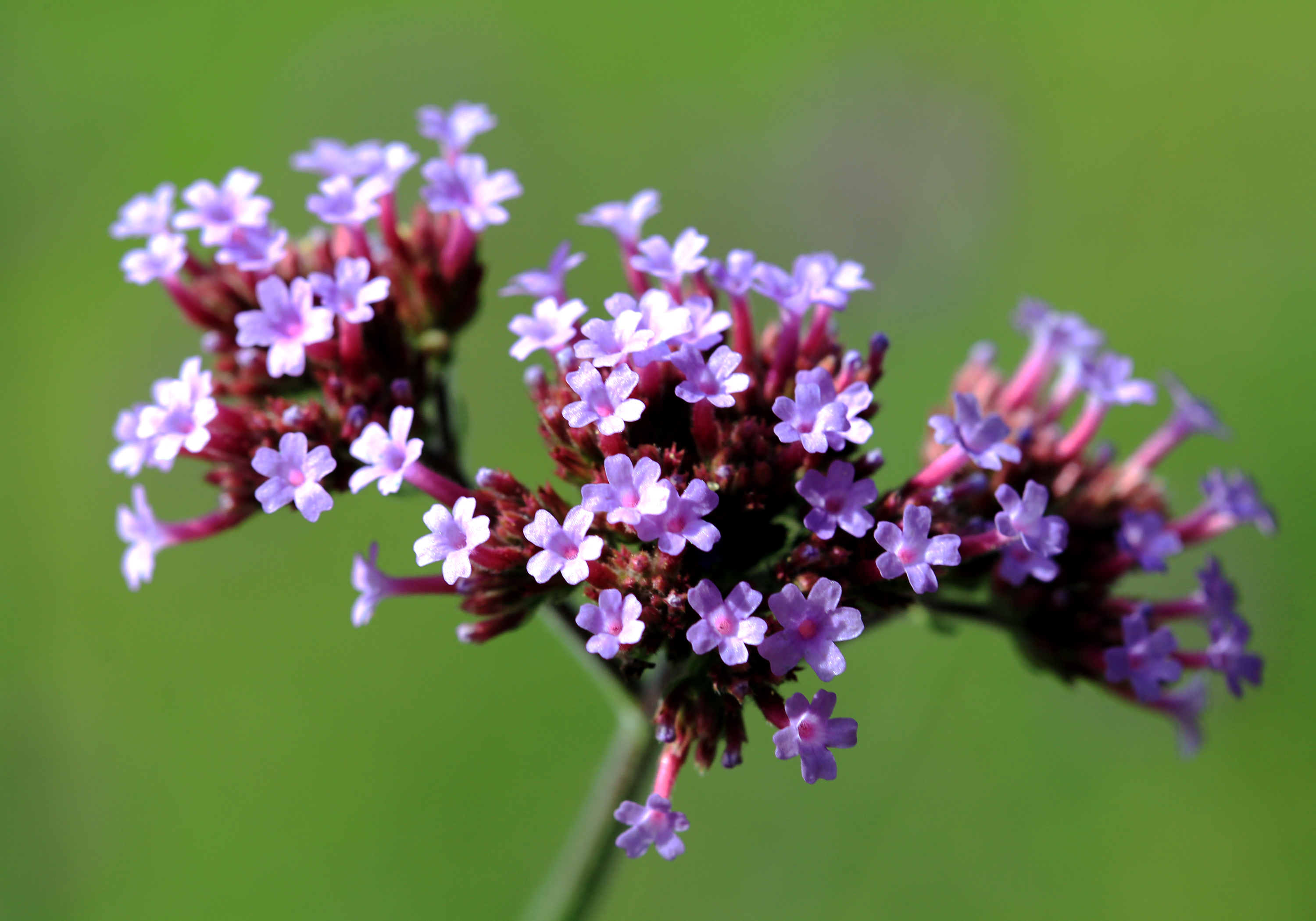

## Megjelenése
Évelő növény, amely körülbelül 250 centiméter magasra nő meg. Általában egyetlen egyenes szárból áll, azonban elágazásai is lehetnek. A levele 3-12 centiméter hosszú és 3 centiméter széles; oválisan lándzsás. Virágzata laza bugában álló ellapult állfüzér. A virágai sötétlila színűek.